# Долорес Ибарури
Долорес Ибарури Гомез (шп. Dolores Ibárruri Gómez), такође позната као Ла Пасионарија (Галарта, 9. децембар 1895 — Мадрид, 12. новембар 1989), била је шпански политички вођа. Била је генерални секретар Комунистичке партије Шпаније (1944—1960), председник Комунистичке партије (1960—1979) и члан Кортеса 1936. и Шпанског парламентарног конгреса 1977—1979.

## Биографија
Рођена у сиромашној рударској породици у граду Галарта у Баскији. Била је осмо од деветоро деце. Хтела је да буде учитељица али није било новца за школовање. Од најмлађих дана учествовала је у социјалној борби. 1916. удала се за Хулијана Руиза (шп. Julián Ruiz) рудара и политичког активисту. Имала је шесторо деце али је четворо умрло, пре пунолетства, пре свега због лоших услова живота.
Муж јој је ухапшен пошто је учествовао у генералном штрајку 1917. што је додатно погоршало услове живота. Проучавала је дела Карла Маркса и приступила је Комунистичкој партији. Писала је чланке у рударским новинама под псеудонимом Ла Пасионарија (шп. La Pasionaria).
Изабрана је у Земаљски комитет Баскијске комунистичке партије године 1920. Убрзо је постала позната и поштована, па је 1930. изабрана за члана Централног комитета Шпанске комунистичке партије.
Прешла је у Мадрид 1931. где је била уредник левичарског листа „Мундо обреро“. Нарочито се борила за женска права. Ускоро је изабрана у Политички биро Централног комитета. Више пута била хапшена и осуђивана, због свог политичког рада. Њена запажена елоквенција је довела на место гласноговорника Комунистичке партије Шпаније. Била је делегат у Комунистичкој Интернационали (Коминтерни) у Москви 1933.
Изабрана је у Шпански посланички конгрес 1936. и посебно се ангажовала побољшању услова становања и рада те здравственој заштити.
У предвечерје Шпанског грађанског рата борила се за Републику и за време битке за Мадрид, лансирала слоган „Неће проћи!“ (¡No pasarán!). Њени говори против фашизма имали су велики ефекат, нарочито међу женама.
Радила је у разним комитетима за прикупљање помоћи за републиканце између осталих и са Палмиром Тољатијем. Али Шпански грађански рат завршио се победом фашиста и Мадрид је 1939. заузет.
Избегла је у Совјетски Савез где је наставила политичку активност. Једини син Рубен придружио се Црвеној армији и нестао је током борби за Стаљинград 1942.
Маја 1944. постала је генерални секретар шпанске комунистичке партије и ту позицију је држала све до 1960. када је постала председник комунистичке партије. Ову позицију је држала све до смрти.
Почасни је доктор универзитета у Москви а одликована је Лењиновом наградом за мир (1964) као и орденом Лењина (1965). Њена аутобиографија „Но пасаран“ је штампана 1966.
После смрти Франсиска Франка 1975. вратила се у Шпанију. На првим демократским изборима изабрана је у Кортес (парламент) — јуна 1977.
Она је један од оснивача еврокомунизма, пошто је шпанска комунистичка партија прва, од западних партија, тј. партија које нису биле на власти, из свог програма избрисала лењинизам. То је заправо био раскид са Совјетима.
Умрла је у Мадриду у 94 години. Додељен јој је Орден југословенске звезде.

## Долорес Ибарури у памћењу и сећањима
Чувена југословенска књижевница Нада Маринковић објавила је 1980. годину романсирану биографију ове хероине у роману Ла пасионариа.